# Belohnung und Billigung von Straftaten
Belohnung und Billigung von Straftaten (§ 140 StGB) ist ein Tatbestand des deutschen Strafgesetzbuches (StGB), der das Rechtsgut des öffentlichen Friedens schützen und ein psychisches Klima verhindern soll, in dem Verbrechen gedeihen können. Auch die Anleitung zu Straftaten (§ 130a StGB) ist strafbar.
Die Tathandlung besteht darin, dass der Täter eine der im Katalog der Norm aufgeführten Taten entweder belohnt oder in einer Weise billigt, die geeignet ist, den öffentlichen Frieden zu stören. Der Vorteil der Belohnung braucht dabei nicht materieller Art zu sein, sondern kann in einer (ideellen) Auszeichnung bestehen, die der Täter als Zeichen der Anerkennung einem anderen zuwendet. „Ein Billigen im Sinne dieser Norm liegt in jeder ausdrücklichen oder konkludenten Erklärung, die erkennbar auf eine konkrete Tat bezogen ist und mit der diese Tat für andere wahrnehmbar gutgeheißen oder befürwortet wird“, definiert das Hanseatische Oberlandesgericht in Hamburg.
Die Strafbarkeit der Belohnung von Straftaten gilt uneingeschränkt. Für die Strafbarkeit der Billigung muss eine hinreichende Öffentlichkeit und eine tatsächliche oder voraussichtliche Störung des öffentlichen Friedens gegeben sein. Beide Tatbestände sind mit Freiheitsstrafe bis zu drei Jahren oder Geldstrafe bedroht.
Seit 3. April 2021 ist auch die Billigung noch nicht begangener Straftaten strafbar, wodurch Äußerungen erfasst werden sollen, die nicht den Grad einer öffentlichen Aufforderung zu Straftaten erreichen. Die Belohnung ist nach § 140 StGB nach wie vor nur strafbar, wenn die belohnte Tat schon begangen oder versucht wurde; allerdings kann die Belohnung noch nicht versuchter Taten als (versuchte) Anstiftung (schwerer) bestraft werden.

## Rechtslage
§ 140 StGB lautet seit dem 1. Juli 2021 wie folgt:
1. belohnt, nachdem sie begangen oder in strafbarer Weise versucht worden sind, oder
2. in einer Weise, die geeignet ist, den öffentlichen Frieden zu stören, öffentlich, in einer Versammlung oder durch Verbreiten eines Inhalts (§ 11 Abs. 3) billigt,

Wegen des Strafrahmens von Freiheitsstrafe bis zu drei Jahren oder Geldstrafe handelt es sich gemäß § 12 Absatz 2 StGB um ein Vergehen.
Die Norm verweist auf bestimmte Abschnitte vom § 138 und § 126 StGB (Nichtanzeige bzw. Androhung von Straftaten), die ihrerseits auf eine Vielzahl an Verbrechen verweisen. Die von der Norm betroffenen Straftaten umfassen die Bereiche Hoch- und Landesverrat, schwerer Landfriedensbruch, Mord und Totschlag, Verbrechen der Aggression, Kriegsverbrechen und Völkermord gemäß Völkerstrafgesetzbuch, schwere Körperverletzung, gefährliche Körperverletzung, schwere Straftaten gegen die persönliche Freiheit, schwere sexuelle Übergriffe (wie Vergewaltigung), Brandstiftung und andere gemeingefährliche Straftaten, Geldfälschung, Wertpapier- und Zahlungskartenfälschung. Zusätzlich ist in § 140 StGB explizit der sexuelle Missbrauch von Kindern aufgeführt.
Im Zusammenhang mit der Verwendung des von Russland beim Einmarsch in die Ukraine verwendeten „Z“-Symbols wird in einer Vielzahl dieser Straftaten ermittelt. Das Hanseatische Oberlandesgericht Hamburg beschloss im Januar 2023 wegen dieses Zeichens als Billigung eines Angriffskrieges die Aufrechterhaltung des Haftbefehls gegen den Angeschuldigten sowie wegen besonderer Bedeutung der Sache die Eröffnung des Hauptverfahrens beim Landgericht Hamburg.